# Девочка с воздушным шаром (2002)
Balloon Girl — рисунок, граффити художника Бэнкси 2002 года с изображением девочки, отпускающей красный воздушный шар в форме сердца. Бэнкси использовал вариант этого образа в 2014 году во время кампании в поддержку сирийских беженцев. Другой вариант рисунка Бэнкси был создан для всеобщих выборов в Великобритании в 2017 году, и вызвал споры после того, как Бэнкси предложил бесплатные принты для некоторых антиконсервативных избирателей, вскоре ему пришлось отказаться от этого предложения. По результатам опроса 2017 года, проведённого Samsung, работа Balloon Girl названа самой любимой в Соединенном Королевстве.

## История
В 2007 году граффити было продано за 37 200 фунтов на аукционе «Сотбис». Затем 19 сентября 2015 года Sincura Group продала его за 500 000 фунтов стерлингов.
В марте 2014 года, в третью годовщину сирийского конфликта, Бэнкси переработал картину, изобразив сирийского беженца и добавил хештег #WithSyria. 13 марта изображение проецировалось на Эйфелеву башню и Колонну Нельсона. Было выпущено анимационное видео на основе этой работы, с повествованием Идриса Эльбы и музыкой Elbow. Вскоре певец Джастин Бибер сделал татуировку на основе оригинального рисунка и разместил фотографию в Instagram'е, позже удалив её. Бэнкси разместил эту фотографию на своей странице Facebook с комментарием «спорное» (Controversial).
В ноябре 2015 года принт рисунка был продан за 56 250 фунтов, более чем в два раза дороже оценочной стоимости.
В июле 2017 года корпорация Samsung провела опрос 2000 человек из Великобритании, попросив участников составить рейтинг двадцати произведений британского искусства. Лидером рейтинга оказалась Balloon Girl.

### Всеобщие выборы в Великобритании
В начале июня 2017 года, перед всеобщими выборами в Великобритании, Бэнкси представил вариант Balloon Girl с воздушным шаром цветов Union Jack. Сначала Бэнкси предложил бесплатную рассылку принтов этого варианта тем зарегистрированным избирателям в определённых избирательных округах, которые могли бы прислать фотодоказательство, что они проголосовали против тори. Предложение включало отказ от ответственности: «Этот принт является сувенирным материалом кампании, он никоим образом не должен влиять на выбор электората». Бэнкси отозвал это предложение 6 июня после того, как избирательная комиссия предупредила его, что оно может нарушать законы о взяточничестве в отношении выборов и повлечь аннулирование результатов выборов в этих избирательных округах.

### Перформанс на аукционе
5 октября 2018 года на аукционе «Сотбис» была продана авторская копия граффити 2006 года за 1 042 000 фунтов стерлингов — рекордную сумму для художника. Сразу после закрытия торгов картина начала самоуничтожаться при помощи скрытого механического шредера, встроенного в раму снизу. Бэнкси выпустил видео подготовки этого перформанса, объяснив, что шредер был встроен несколько лет назад «на случай, если картину когда-нибудь выставят на аукцион». В качестве объяснения такого поступка Бэнкси привёл изречение «Стремление к уничтожению также является творческим побуждением», которое является афоризмом русского философа Михаила Бакунина.
Представитель «Сотбис» заявил: «До сих пор у нас не было такого, чтобы картина вдруг спонтанно уничтожалась».